# Battaglione Roland
Il Battaglione Roland (in tedesco: Battaglione Ukrainische Gruppe Roland), ufficialmente noto come Special Group Roland, era l'unità sotto il comando dell'unità operazioni speciali dell'Abwehr Lehrregiment "Brandenburg" zbV 800. Insieme al Battaglione Nachtigall fu una delle due unità militari formate il 25 febbraio 1941 dal capo dell'Abwehr Wilhelm Franz Canaris, che sancì la creazione della "Legione ucraina" al comando tedesco. Era composto principalmente dai cittadini della Polonia occupata di etnia ucraina diretti dall'unità Organizzazione dei Nazionalisti Ucraini (OUN) agli ordini di Stepan Bandera.
In Germania, nel novembre 1941, il personale ucraino della Legione fu riorganizzato nel 201º Battaglione Schutzmannschaft. Contava 650 persone che prestarono servizio per un anno in Bielorussia prima di sciogliersi.

## Formazione e addestramento
Prima dell'operazione Barbarossa, l'OUN di Bandera collaborò attivamente con la Germania nazista. Secondo l'Accademia nazionale delle scienze dell'Ucraina e altre fonti, il leader dell'OUN-B Bandera tenne diversi incontri con i capi dell'intelligence tedesca sulla formazione dei battaglioni "Nachtigall" e "Roland". Il 25 febbraio 1941 il capo dell'Abwehr, Wilhelm Franz Canaris, sancì la creazione della "Legione ucraina" sotto il comando tedesco. L'unità avrebbe avuto 800 persone. Roman Šuchevyč divenne un comandante della Legione dalla parte OUN-B. L'OUN prevedeva che l'unità sarebbe diventata il nucleo del futuro esercito ucraino. 
In primavera, l'OUN ricevette 2,5 milioni di marchi per le attività sovversive contro l'URSS. Nel 1941 la Legione fu riorganizzata in 2 unità: una delle unità divenne nota come Battaglione Nachtigall, e la seconda divenne il Battaglione Roland, il resto fu immediatamente inviato in Unione Sovietica per sabotare le retrovie dell'Armata Rossa. Il battaglione fu istituito dall'Abwehr e organizzato da Richard Yary dell'OUN-B nel marzo 1941. Circa 350 seguaci dell'OUN di Bandera furono addestrati presso il centro di addestramento Abwehr a Seibersdorf, sotto il comando dell'ex maggiore dell'esercito polacco Jevhen Pobihuščyj.
In confronto al Nachtigall, che utilizzò la normale uniforme della Wehrmacht, il battaglione Roland fu equipaggiato con l'uniforme cecoslovacca con una fascia gialla con il testo "Im Dienst der Deutschen Wehrmacht" (al servizio della Wehrmacht tedesca), e con gli elmetti austriaci della prima guerra mondiale. Il battaglione fu equipaggiato con mitragliatrici leggere cecoslovacche e armi leggere tedesche.

## Storia operativa
Il 15 giugno 1941 il battaglione Roland si trasferì al confine tra la Romania e l'Unione Sovietica e posto sotto il comando del Gruppo d'armate Sud. Il 27 giugno 1941 furono posti sotto il comando dell'11ª Armata tedesca con il compito di spostarsi in direzione Campulung Moldovenesc - Gura Humorului - Suceava - Botoşani con il compito di sgomberare i corridoi stradali e di trasporto, organizzando i gruppi di guardie interne ucraine, sorvegliando il trasporto del cibo, aiutando con l'evacuazione dei prigionieri di guerra e sorvegliando gli obiettivi strategici.
Il 30 giugno 1941, l'Abwehr ricevette l'ordine di impedire all'unità di intraprendere qualsiasi azione militare e fu dislocata a Frumusola. Il 24 luglio, il battaglione Roland fu trasferito al comando del 54º corpo d'armata con il compito di presidiare le strade ad est del fiume Dnestr. In quel momento il battaglione contava 9 ufficiali e 260 soldati. Successivamente, il battaglione sarebbe stato rinforzato con altri 150 volontari dalle aree occupate e avrebbe aspettato vicino a Iași.
Dal 28 luglio il battaglione fu diretto in prima linea, attraversò il Dnestr a Dubăsari e si diresse a Odessa.

## Scioglimento
Il 10 agosto 1941, il Comando dell'11ª armata ricevette un telegramma dall'Abwehr: "Dopo consultazioni con il Reichsminister dei territori occupati dell'Est, l'organizzazione Roland dovrebbe essere esclusa dalla campagna per motivi politici". Il 14 agosto il battaglione fu richiamato. I 50 del personale Roland rimasero come traduttori presso le consolidate amministrazioni del lavoro del Reich. Furono comunque esclusi dall'attività politica e dopo 30 giorni furono tutti sollevati dal servizio. Il resto del battaglione tornò a Focşani il 26 agosto 1941. Le loro armi furono portate via mentre viaggiavano, furono quindi trasportate a Mayerling vicino a Vienna e restituite.
Entro il 21 ottobre 1941 l'unità fu trasferita a Neuhammer dove fu fusa con il Battaglione Nachtigall per formare il 201º Battaglione Schutzmannschaft.